# Saint-Germain-des-Prés (Maine i Loira)
Saint-Germain-des-Prés és un municipi francès situat al departament de Maine i Loira i a la regió de País del Loira. L'any 2007 tenia 1.324 habitants.

## Demografia

### Població
El 2007 la població de fet de Saint-Germain-des-Prés era de 1.324 persones. Hi havia 515 famílies de les quals 110 eren unipersonals (63 homes vivint sols i 47 dones vivint soles), 189 parelles sense fills, 185 parelles amb fills i 31 famílies monoparentals amb fills.
La població ha evolucionat segons el següent gràfic:
Habitants censats

### Habitatges
El 2007 hi havia 546 habitatges, 516 eren l'habitatge principal de la família, 10 eren segones residències i 20 estaven desocupats. 526 eren cases i 15 eren apartaments. Dels 516 habitatges principals, 360 estaven ocupats pels seus propietaris, 148 estaven llogats i ocupats pels llogaters i 8 estaven cedits a títol gratuït; 5 tenien una cambra, 22 en tenien dues, 77 en tenien tres, 144 en tenien quatre i 268 en tenien cinc o més. 379 habitatges disposaven pel capbaix d'una plaça de pàrquing. A 214 habitatges hi havia un automòbil i a 273 n'hi havia dos o més.

### Piràmide de població
La piràmide de població per edats i sexe el 2009 era:
| Homes | Edats   | Dones |
| ----- | ------- | ----- |
| 0     | 95 o +  | 0     |
| 0     | 90 a 94 | 4     |
| 8     | 85 a 89 | 4     |
| 12    | 80 a 84 | 12    |
| 0     | 75 a 79 | 20    |
| 24    | 70 a 74 | 16    |
| 12    | 65 a 69 | 24    |
| 40    | 60 a 64 | 28    |
| 32    | 55 a 59 | 24    |
| 56    | 50 a 54 | 60    |
| 52    | 45 a 49 | 52    |
| 52    | 40 a 44 | 40    |
| 12    | 35 a 39 | 32    |
| 20    | 30 a 34 | 32    |
| 64    | 25 a 29 | 20    |
| 40    | 20 a 24 | 36    |
| 48    | 15 a 19 | 40    |
| 32    | 10 a 14 | 28    |
| 24    | 5 a 9   | 32    |
| 40    | 0 a 4   | 24    |

## Economia
El 2007 la població en edat de treballar era de 867 persones, 677 eren actives i 190 eren inactives. De les 677 persones actives 654 estaven ocupades (353 homes i 301 dones) i 23 estaven aturades (8 homes i 15 dones). De les 190 persones inactives 84 estaven jubilades, 56 estaven estudiant i 50 estaven classificades com a «altres inactius».

### Ingressos
El 2009 a Saint-Germain-des-Prés hi havia 521 unitats fiscals que integraven 1.339 persones, la mediana anual d'ingressos fiscals per persona era de 17.554 €.

### Activitats econòmiques
Dels 49 establiments que hi havia el 2007, 1 era d'una empresa extractiva, 1 d'una empresa alimentària, 4 d'empreses de fabricació d'altres productes industrials, 14 d'empreses de construcció, 13 d'empreses de comerç i reparació d'automòbils, 5 d'empreses d'hostatgeria i restauració, 1 d'una empresa financera, 5 d'empreses de serveis, 1 d'una entitat de l'administració pública i 4 d'empreses classificades com a «altres activitats de serveis».
Dels 13 establiments de servei als particulars que hi havia el 2009, 2 eren paletes, 4 guixaires pintors, 1 fusteria, 2 lampisteries, 2 perruqueries i 2 restaurants.
Dels 2 establiments comercials que hi havia el 2009, 1 era una fleca i 1 una carnisseria.
L'any 2000 a Saint-Germain-des-Prés hi havia 44 explotacions agrícoles que ocupaven un total de 1.558 hectàrees.

## Equipaments sanitaris i escolars
L'únic equipament sanitari que hi havia el 2009 era un psiquiàtric.
El 2009 hi havia 2 escoles elementals.

## Poblacions més properes
El següent diagrama mostra les poblacions més properes.